# Konrad von Utrecht
Konrad von Utrecht († 13. April 1099 in Utrecht) war von 1076 bis 1099 Bischof von Utrecht.

## Leben
Konrad war Kanoniker und Kämmerer des Erzbischofs von Mainz, ehe er Bischof in Utrecht wurde.
Er war ein treuer Anhänger des Königs Heinrich IV. Sein Bischofsamt erhielt er mitten im Investiturstreit. Für Pfingsten 1076 war eine Reichsversammlung nach Worms mit dem Ziel einberufen, Papst Gregor VII. abzusetzen, was scheiterte. Der Amtsvorgänger von Konrad, Bischof Wilhelm I., sollte einer der drei Richter über den Papst sein, verstarb aber auf der Reise nach Worms am 27. April 1076. Da Konrad dann auf der Reichsversammlung am 15. Mai 1076 schon als Bischof von Utrecht auftritt, muss seine Ernennung sehr schnell erfolgt sein.
Er war 1080 auf der Synode von Brixen bei der Absetzung von Gregor VII. und der Wahl Wiberts zu Clemens III. anwesend. Auch bei der Inthronisation von Clemens III. in Rom 1084 war er dabei. Des Weiteren war er 1081 und 1085 in Kaufungen und Gerstungen bei den Verhandlungen des Kaisers mit sächsischen Großen anwesend. Ebenso nahm er 1085 an der vom Kaiser einberufenen Synode in Mainz teil. Im Jahr 1090 begleitete er Heinrich IV. auf dessen dritten Italienzug.
Weil königliche Gefolgsleute die Peterskirche in Utrecht angezündet hatten, übergab der Kaiser ganz zu Beginn von Konrads Pontifikat  dem Bistum zur Sühne einige Besitzungen. Im Streit mit den Grafen von Holland büßte Konrad alle Erwerbungen seines Vorgängers Wilhelm wieder ein. Heinrich IV. stärkte seine Stellung, indem er ihm die eingezogenen Grafschaften des Markgrafen Ekbert in Friesland übertrug. Weitere Besitzungen kamen durch Schenkungen von anderer Seite hinzu.
Konrad wird häufig als Erzieher Heinrich V. bezeichnet. Nachdem dieser zum König gewählt worden war, bereitete Konrad ihn auf seine zukünftige Aufgabe als Herrscher vor, während beide sich im Gefolge Heinrichs IV. befanden.

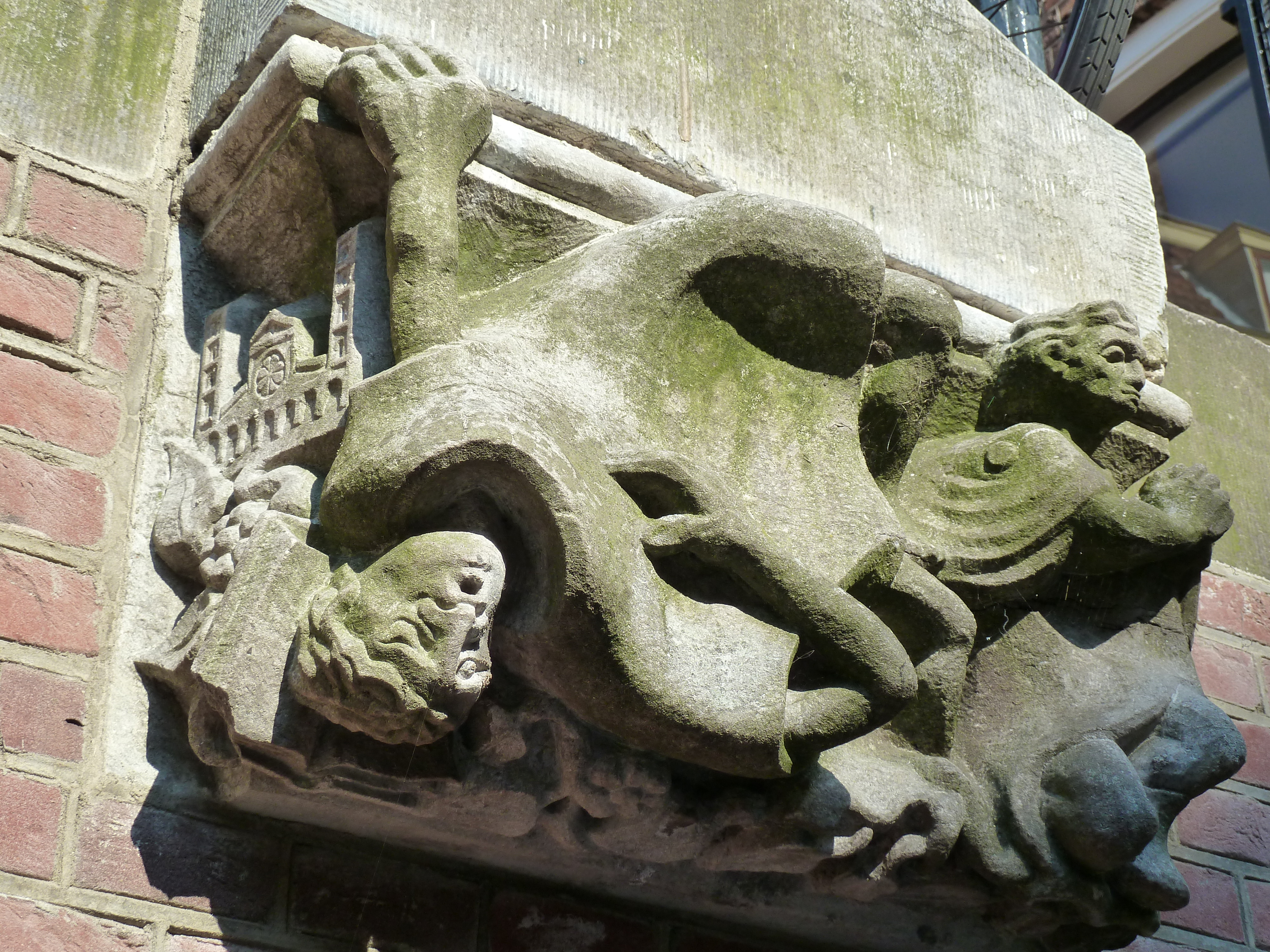
Künstlerische Darstellung der Ermordung in Utrecht

Konrad gründete zusammen mit Heinrich IV. das Stift St. Marien in Utrecht. Am 13. April 1099 wurde er nach der Messe von dem friesischen Baumeister Pleber erstochen. Die Ursache des tödlichen Streits war angeblich, dass Konrad dessen Sohn das „Meistergeheimnis“ zur Trockenlegung des morastigen Fundaments der Marienkirche entlockt habe.